# Yahya Berrabah
Yahya Berrabah (ur. 13 października 1981 w Wadżdzie) – marokański lekkoatleta specjalizujący się w skoku w dal oraz trójskoku.
Kontrola antydopingowa przeprowadzona (poza zawodami) 23 listopada 2011 wykazała stosowanie przez Marokańczyka niedozwolonych środków (pochodne EPO), za co otrzymał karę 2 lat dyskwalifikacji (do 5 stycznia 2014)

## Osiągnięcia
| Rok  | Impreza                          | Miejsce     | Konkurencja | Lokata            | Wynik |
| ---- | -------------------------------- | ----------- | ----------- | ----------------- | ----- |
| 2000 | Mistrzostwa świata juniorów      | Santiago    | skok w dal  | el. – 30. miejsce | 6,91  |
| 2002 | Mistrzostwa Afryki               | Tunis       | skok w dal  | 7. miejsce        | 7,85  |
| 2003 | Mistrzostwa świata               | Paryż       | skok w dal  | el. – 28. miejsce | 7,62  |
| 2004 | Halowe mistrzostwa świata        | Budapeszt   | skok w dal  | el. – 23. miejsce | 7,53  |
| 2004 | Igrzyska olimpijskie             | Ateny       | skok w dal  | el. – 30. miejsce | 7,62  |
| 2005 | Mistrzostwa świata               | Helsinki    | skok w dal  | el. – 20. miejsce | 7,33  |
| 2005 | Igrzyska frankofońskie           | Niamey      | trójskok    | 2. miejsce        | 16,44 |
| 2006 | Mistrzostwa Afryki               | Bambous     | skok w dal  | 8. miejsce        | 7,64  |
| 2006 | Mistrzostwa Afryki               | Bambous     | trójskok    | 7. miejsce        | 15,85 |
| 2007 | Mistrzostwa świata               | Osaka       | skok w dal  | el. – 24. miejsce | 7,72  |
| 2007 | Igrzyska panarabskie             | Kair        | skok w dal  | 6. miejsce        | 7,62  |
| 2008 | Mistrzostwa Afryki               | Addis Abeba | skok w dal  | 1. miejsce        | 8,04  |
| 2008 | Igrzyska olimpijskie             | Pekin       | skok w dal  | el. – 17. miejsce | 7,88  |
| 2009 | Igrzyska śródziemnomorskie       | Pescara     | skok w dal  | 2. miejsce        | 8,23  |
| 2009 | Mistrzostwa świata               | Berlin      | skok w dal  | 10. miejsce       | 7,83  |
| 2009 | Igrzyska frankofońskie           | Bejrut      | skok w dal  | 1. miejsce        | 8,40  |
| 2010 | Halowe mistrzostwa świata        | Doha        | skok w dal  | el. – 23. miejsce | 7,52  |
| 2011 | Mistrzostwa świata               | Daegu       | skok w dal  | 4. miejsce        | 8,23  |
| 2017 | Igrzyska solidarności islamskiej | Baku        | skok w dal  | 1. miejsce        | 8,07  |
| 2017 | Mistrzostwa świata               | Londyn      | skok w dal  | el. – 23. miejsce | 7,49  |
| 2018 | Igrzyska śródziemnomorskie       | Tarragona   | skok w dal  | 1. miejsce        | 8,02  |
| 2018 | Mistrzostwa Afryki               | Asaba       | skok w dal  | 3. miejsce        | 8,14  |
| 2018 | Puchar interkontynentalny        | Ostrawa     | skok w dal  | 8. miejsce        | 7,63  |
| 2019 | Mistrzostwa panarabskie          | Kair        | skok w dal  | 1. miejsce        | 8,03  |
| 2019 | Mistrzostwa świata               | Doha        | skok w dal  | el. – 26. miejsce | 7,37  |

## Rekordy życiowe
- skok w dal – 8,40 (2009) rekord Maroko
- skok w dal (hala) – 8,02 (2010) rekord Maroko
- trójskok – 16,44 (2005)
- bieg na 100 metrów – 10,48 (2009)
- bieg na 200 metrów – 21,08 (2006)